# Рид, Джон (снукерист)
Джон Рид (англ. John Read, род. 3 мая 1969 года) — английский бывший профессиональный игрок в снукер. Рид никогда не был даже в первой полусотне мирового рейтинга, но, тем не менее, достиг неплохих успехов в своей профессиональной карьере. Лучший его результат — четвертьфинал Гран-при 1997 года, когда он выбил из борьбы таких игроков, как Ронни О'Салливан и Тони Драго. Также он один раз (в 2000) квалифицировался на чемпионат мира, но в матче за выход в 1/8 финала проиграл будущему победителю турнира Марку Уильямсу со счётом 4:10. Кроме того, Джон Рид несколько раз добирался до последних раундов квалификации на чемпионат Великобритании и достиг четвертьфинала Asian Open в 1992 году.